# Wickes (przedsiębiorstwo)
Wickes Ltd. – brytyjska sieć sklepów remontowo-budowlanych (tzw. DIY – zrób to sam) należąca do spółki Travis Perkins. Siedziba przedsiębiorstwa mieści się w Northampton, w Anglii.
Przedsiębiorstwo powstało w 1972 roku, a pierwszy sklep otworzony został w mieście Whitefield. W latach 1987–2000 spółka była notowana na giełdzie London Stock Exchange. W 2000 roku została nabyta przez przedsiębiorstwo Focus, a w 2005 roku przez Travis Perkins, do którego należy obecnie.
W 2011 roku sieć Wickes liczyła ponad 200 sklepów na terenie Wielkiej Brytanii.